# Frontopsylla aspiniformis
Frontopsylla aspiniformis är en loppart som beskrevs av Liu Chiying et Wu Houyong 1960. Frontopsylla aspiniformis ingår i släktet Frontopsylla och familjen smågnagarloppor. Inga underarter finns listade i Catalogue of Life.